# Ambophthalmos magnicirrus
Ambophthalmos magnicirrus is een  straalvinnige vissensoort uit de familie van psychrolutiden (Psychrolutidae). De wetenschappelijke naam van de soort is voor het eerst geldig gepubliceerd in 1977 door Nelson.